# 肥瑞的疯狂日记
肥瑞的疯狂日记（英語：My Mad Fat Diary）是一部英国喜剧节目，改编自雷·厄尔写的"My Fat, Mad Teenage Diary"，描写了由于肥胖的形象而出现心理问题的雷·厄尔（莎朗·魯妮饰），刚出精神病院后与“未发觉她的精神和形象问题”的好朋友克洛伊·哈里斯一起与男孩子玩耍，雷发生的尴尬故事。
本剧第一季从2013年1月起在E4频道播出，并将播出第二季。